# Яхнівський історичний музей
Яхнівський історичний музей — один із найстаріших музеїв Чернігівської області, заснований у 1973 році.

## Історія музею
Яхнівський історичний музей створений у 1973 році. Знаходиться за адресою: Чернігівська область, Ніжинський район, с. Світанок вул. Світайла, №1. Спочатку була кімната-музей, облаштована в поштовому відділенні. За ініціативою М.В.Світайла, директора господарства, було побудовано музей поряд з братською могилою. Відкриття музею відбулося 29 травня 1980 року.
Постановою колегії Міністерства культури України від 26 березня 1980 року музею присвоєно звання «Народний музей».

## Опис музею
Експозиція села з часів Київської Русі і до 30-х років ХVІІ століття.
Великий інтерес викликають документи про участь Людовіка Свободи у звільненні Чернігівщини від німецьких загарбників.
Багато експонатів міститься в експозиції «Велика Вітчизняна війна 1941-1945рр.»  Вони відображають події, які відбулися на станції Яхнівка в 1943 році. 14 жовтня військовий ешелон з чехословацькими воїнами пересувався на фронт. Тільки-но прибув на станцію Яхнівка, зазнав нищівного удару від ворожої авіації. Кулеметним вогнем зустріли чехословацькі воїни ворога. Перша атака була відбита, але залізнична колія була пошкоджена. Друга атака ворога влучила в ціль. Унаслідок бою загинули 54 чехословацьких воїнів. Поховані в братській могилі. 
Зал «Дружби» розповідає про дружні стосунки з Чехією та Словаччиною.
Значне місце займає експозиція «Відбудова народного господарства, зруйнованого війною», у якій яскраво відображена історія радгоспу «Яхнівський» з післявоєнного періоду і до наших днів.